# Tramaguera
La playa Tramaguera está situada en el municipio de Ceuta, en la ciudad autónoma de Ceuta, España.
Esta playa se encuentra situada cerca de la aduana llamada El Tarajal. En verano se utiliza para secar pescado: los famosos "volaores" y bonitos de Ceuta.